# Deltocephalus
Deltocephalus — род цикадок из отряда Полужесткокрылых. 

## Описание
Цикадки размером 2-4 мм. Умеренно коренастые или стройные. Голова тупоугольно выступает вперед, переход лица в темя закругленный. В СССР 1 вид.  
- Deltocephalus amyoti Vismara, 1878
- Deltocephalus ecchelii Ferrari, 1892
- Deltocephalus hamatus  Then, 1896
- Deltocephalus ignoscus  Fieber, 1869
- Deltocephalus maculiceps  Boheman, 1847
- Deltocephalus mellae Ferrari, 1882
- Deltocephalus pulicaris  (Fallén, 1806) — Голарктика